# PR Vård
PR Vård var ett svenskt familjeägt företag inom vårdsektorn med cirka 600 anställda.[källa behövs] Lokalkontor fanns i Stockholm. Verksamheten såldes 2022 till vårdbolaget Capio.

## Verksamhet
Företaget var verksamt inom fyra områden: bemanning, hemsjukvård, elevhälsa och mottagning. Den sistnämnda för psykologtjänster och barnmottagning.

## Historia
PR Vård grundades 2001 av Patricia och Rickard Ljunggren, båda sjuksköterskor. Till en början var PR Vård ett bemanningsföretag inriktat på uthyrning av sjuksköterskor. Genom åren tillkom fler verksamhetsområden: 2005 etablerades elevhälsan, hemsjukvården startade 2010, och  barnmottagningen startade 2015.
PR Vård har av affärstidningen Dagens industri mottagit priset DI Gasell  tre år i rad; 2009, 2010 och 2011. Bolaget rankades även som Superföretag av Veckans Affärer 2011.